# Bikok
Bikok è un comune del Camerun, che fa parte del dipartimento di Méfou e Akono nella regione del Centro.